# Bartolomé de Alaminos
Bartolomé de Alaminos (Úbeda, ¿? - Guadix, c. 28 de septiembre de 1707) fue un compositor y maestro de capilla español.

## Vida
Bartolomé de Alaminos nació en Úbeda, en la provincia de Jaén, en fecha desconocida. Las primeras noticias que se tienen de él son de su magisterio en la Sacra Capilla del Salvador de Úbeda antes de partir a Guadix.
El 15 de noviembre de 1659 se presentó a las oposiciones para el magisterio de la Catedral de Guadix junto con Antonio de Vargas, maestro de capilla de Lorca y Gregorio Pérez, hijo del maestro de capilla de la Capilla Real de Granada. El juez que presidió el examen fue Gregorio Pérez, el maestro de capilla de la Capilla Real de Granada, padre de uno de los candidatos. Gregorio Pérez padre decidió que los tres candidatos estaban igualmente capacitados, pero los cantores, ministriles y el organista se decidieron por Vargas. Sin embargo el obispo José Laínez nombró a Alaminos maestro de capilla por designación, a pesar de que el cabildo accitano prefería a Vargas. El hecho generó un gran pleito entre el obispo y el cabildo, que se resolvió dejando a Alaminos como interino. El año siguiente, en mayo de 1660, se le entregó el cargo en propiedad con aquiescencia del cabildo, ya que Vargas no podía ocupar el cargo por su sordera.

Nos Don Joseph Laynez por la Gracia de Dios y de la Sede apostolica obispo de Guadix y Baça del consejo de su majestad y predicador. Por quato por promocion del maestro Matheo de Fonseca ha mucho tiempo que esta vacante el magisterio de capilla de nuestra yglesia catedral y hallarse tan proxima la festividad de la Concepcion de Nuestra Señora y Pasqua de Navidad donde es tan necesario el gobierno y lucimiento de la dicha capilla para la mayor celebracion y solemnidad de los oficios divinos. Por tanto y tocarnos unicamente en estas vacantes el poner sirvientes. Por la presente nombramos por sirviente del magisterio de capilla de dicha nuestra catedral en el interim y mientras se proveyere en propiedad a Bartolome de Alaminos y le encargamos la puntualidad // y la asistencia en el cumplimiento de las obligaciones de dicho oficio y le mandamos se le dejen usar y exercer quieta y pacificamente sin se lo estorbar ni embaraçar en manera alguna en manera de excomunion mayor lau sententie trina canonica notione en derecho premisa y de ocho ducados para gastos de guerras y obras pias por mitad para cuya declaracion y execucion de penas le citamos desde luego en forma y que guardandosele todas las honrras y preeminencias que se le han guardado y debido guardar a los demas maestros sus antecesores acuda y asitas con todas las rentas y salarios y provechos que a ellos se a asistido y debido asistir enteramente. Y que con este nuestro nombramiento se presente al señor dean y cavildo de dicha nuestra catedral nuestros hermanos. En virtud y merced de lo qual lo mandamos dar y dimos firmado de nuestro nombre, sellado con nuestro sello y refundado de nuestro ynfraescrito secretario de la dignidad y camara episcopal en nuestro palacio de Guadix a diez y siete dias del mes de noviembre de mil seiscientos y cinquenta y nueve años. Fray Joseph Laynez obispo de Guadix y Baça. Por merced del obispo mi señor Don Joseph Navarro secretario.
Carta del obispo José Laínez al cabildo accitano (1659)

En los primeros años de su magisterio no hubo incidentes, mientras Alaminos trataba de ordenarse in sacris. En 1666 la capilla pasó por momentos difíciles por falta de fondos y hubo que bajar los sueldos a algunos músicos. En 1667 se le nombró capellán, pero el maestro no quedó contento con su salario. También hubo desavenencias con el cuidado de los seises en 1668, un problema muy habitual en los maestros de capilla de la época. Se acabó entregando el cuidado de los seises a Diego Dardo, mientras Alaminos seguía dando clases de canto de órgano en el coro de la Catedral. En general la situación económica del maestro no era buena. Los seises regresaron al cuidado de Alaminos en 1670 «porque al no estar con el como siempre lo han estado no aprenden y anda perdidos».
Trató de partir sin éxito a Antequera, pero consiguió el magisterio de la Catedral de Murcia en noviembre de 1673, por lo que partió para allá. El cabildo de Guadix no se quedó conforme y le ofreció un mayor sueldo y apoyar su carrera eclesiástica. Alaminos regresó a Guadix poco después, en febrero de 1674, con la firme promesa de que se le entregaría una de las capellanías de número y un aumento de 30 ducados y 2 fanegas de trigo. A pesar de los apoyos del cabildo, no conseguiría la capellanía mayor del Santísimo Sacramento hasta 1692 y solo tras renunciar a la mitad de su salario —debido a los problemas económicos de la Catedral— y sortear unas acusaciones de simonía.
Las renovaciones de la capilla de música que propuso Alaminos en 1683 solo se pudo realizar muy lentamente por la falta de medios. De hecho, en septiembre de 1692 se suspendió el pago a los miembros de la capilla de música, ejemplo del estado económico de la catedral. La decadencia llegó a tal punto que ese año no se pudieron preparar los villancicos de la Inmaculada y Navidad. Fue quizás por su avanzada edad, el caso es que en agosto de 1700 solicitó la jubilación y se le concedió el cargo de segundo maestro de capilla a condición de que tuviese un sustituto. Le sucedió en el cargo Andrés Ramos por recomendación del maestro. No duraría mucho, ya que en 1703 se recibió a Andrés Talens como nuevo maestro.
A pesar de estar jubilado, seguía activo en la capilla de música y su opinión era muy respetada por el cabildo. En diciembre de 1703 se trató de entregarle una ración vacante, pero la Real Cámara de Castilla rechazó la propuesta. Alaminos fallecería en Guadix en 1707.

## Obra
Se conserva muy poca música del maestro Alaminos y ninguna en la Catedral de Guadix. Se conserva una Misa a ocho voces en la Capilla Real de Granada y los salmos Eripe me a ocho voces y Voce mea a ocho voces; además de Primera lamentación para Viernes Santo a ocho voces y Ecce benedicte a dos voces.